# My Promise
My Promise è l'album di debutto del gruppo musicale statunitense No Mercy, pubblicato dall'etichetta discografica Hansa il 21 ottobre 1996. Negli Stati Uniti è stato pubblicato con il titolo No Mercy.
Dall'album, prodotto da Frank Farian, sono stati estratti i singoli Missing (I Miss You Like the Deserts Miss the Rain), Where Do You Go, Please Don't Go, When I Die e Kiss You All Over, tutti di buon successo.
L'album conteneva una cover dal brano D'Yer Mak R dei Led Zeppelin.

## Tracce
CD (Hansa 74321 41227 2 / EAN 0743214122723)
1. Where Do You Go - 4:28 (Frank Farian, Peter Bischof-Fallenstein)
2. Kiss You All Over - 4:28 (Nicky Chinn, Mike Chapman)
3. Don't Make Me Live without You - 3:55 (Diane Warren)
4. When I Die - 4:35 (Frank Farian, Peter Bischof-Fallenstein, Diane Warren, Dietmar Kawhol)
5. Please Don't Go - 4:00 (Frank Farian, Mary S. Applegate, Peter Bischof-Fallenstein, Marty Cintron)
6. Bonita - 3:48 (Peter Bischof-Fallenstein, G.Mart, G. Mart, Marty Cintron, A. Hernandez, M.Montana)
7. My Promise to You - 3:55 (Dino Esposito, Rebecca Byram)
8. D'Yer Mak R - 3:50 (Robert Plant, John Bonham, J. Jones)
9. Missing (I Miss You Like the Deserts Miss the Rain) - 3:58 (Ben Watt, Tracey Thorn)
10. This Masquerade - 3:15 (Leon Russell)
11. In and Out - 3:20 (Stober, Benusen, La Belle)
12. Who Do You Love - 3:20 (John Davis, G. Mart)
13. How Much I Love You - 4:00 (Stober, Benusen, La Belle)
14. Part of Me - 3:50 (Billy Steinberg, Marty Cintron, T. Lombardo)
15. Where Do You Go (Trip House Mix) - 4:26 (Frank Farian, Peter Bischof-Fallenstein)

## Classifiche
| Classifica (1996) | Posizione raggiunta |
| ----------------- | ------------------- |
| Austria           | 1                   |
| Paesi Bassi       | 3                   |
| Belgio (Fiandre)  | 4                   |
| Australia         | 4                   |
| Svizzera          | 5                   |
| Germania          | 6                   |
| Regno Unito       | 17                  |
| Nuova Zelanda     | 38                  |